# Піренейський півострів

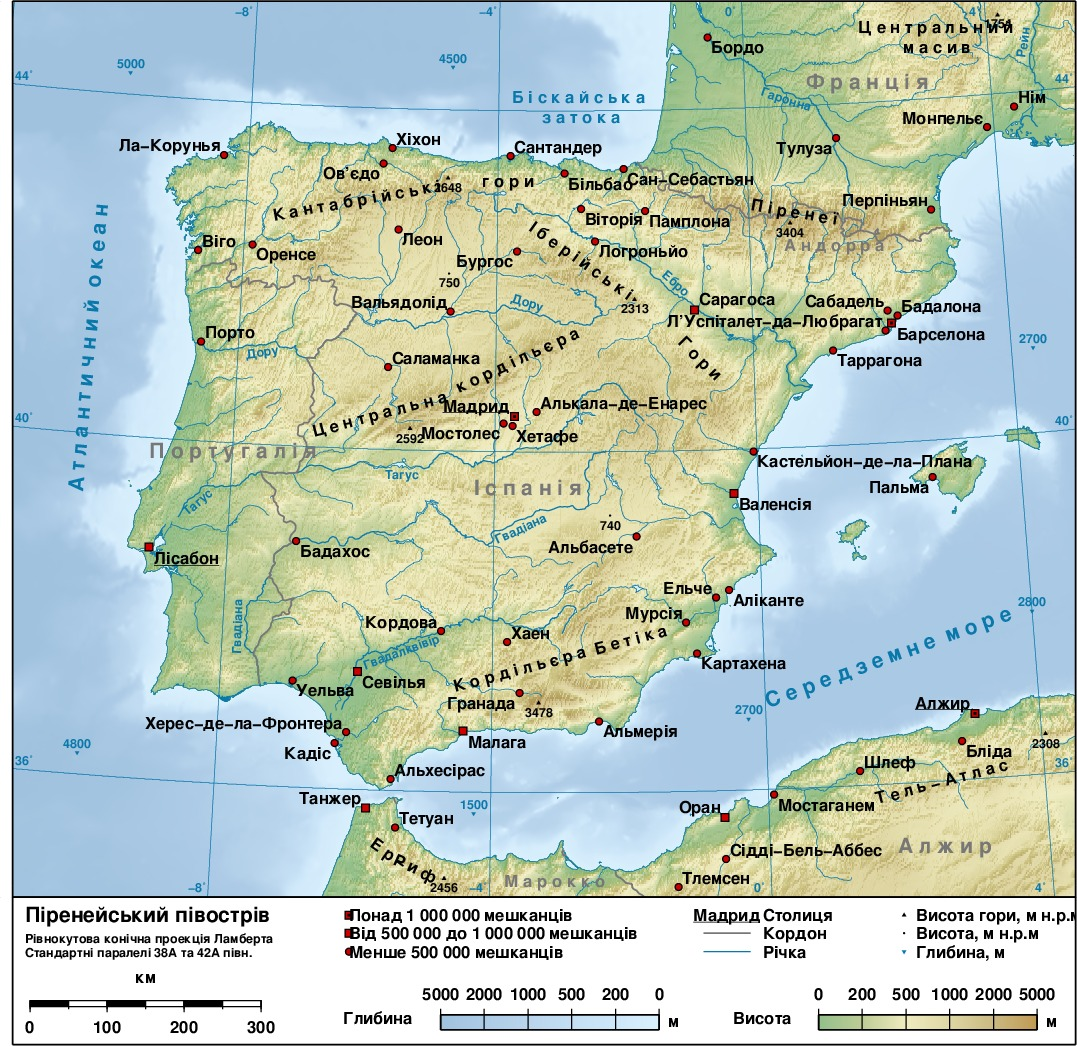
Топографічна карта Піренейського півострова

Піренейський півострів, або Іберійський півострів (ісп. Península ibérica, порт. Península Ibérica, гал. Península Ibérica, аст. península Ibérica, баск. Iberiar penintsula, араг. peninsula Iberica, кат. península Ibèrica, естр. península Ibérica, окс. Peninsula Iberica, фр. péninsule Ibérique, англ. Iberian peninsula, лат. Iberia paeninsula) — півострів на південному заході Європи. Найбільший у Південній Європі. Площа близько 582 000 км². Сполучається з материком вузькою смугою суші, порізаною за всією шириною пасмами Піренеїв. 60 % території — плоскогір'я Месета, зі сходу обмежене Іберійськими горами. На півдні Андалузькі гори, висота до 3478 м (г. Муласен, найвища вершина Піренейського півострова). Клімат субтропічний, сухий, на узбережжях морський. Головні річки: Дору, Ебро, Тахо, Гвадіана, Гвадалківір. Середземноморська рослинність (хащі макі, вічнозелені чагарники), сухі трави, у горах — рештки лісів. На Піренейському півострові розташовані Іспанія, Португалія, Андорра та Гібралтар і незначна частина Франції.

## Історія
- Іберійський півострів
- Іберія (лат. Iberia)
- Іспанія (лат. Hispania)
- Піренейський півострів

### Історія півострова
Вчені стверджують, що півострів був заселений неандертальцями близько 1,2 млн років тому. Сучасні люди вперше прибули на півострів близько 40 тис. років тому з південної Франції.
З 220 року до н. е. Піренейським півостровом правили римляни. У II ст. до н. е. як принесена римлянами латина поширилась на Піренеях як офіційна мовва. Візантійська імперія верховодила територіями в регіоні протягом V—VI століття. У VII ст. первеажна більшість території півострова була завойована мусульманською арабсько-. Між VIII та XV століттями головним центром навчання і культурного обміну стала південна частина півострова, що перебувала під правлінням мусульман. В результаті постійних мусульмансько-християнських війн на півострові виникла низка мусульманських і християнських незалежних і напівнезалежних держав. У 1492 році остання мусульманська держава (Гранадський емірат) була підкорена християнами. Піренейський півострів із часом став свідком процесу централізації (об'єднання менших держав у більші) пік якої прийшовся на часи Іберійської унії, яка об'єднала Іберійський півострів у 1580—1640 роках внаслідок династичної унії корон Іспанії та Португалії. В цей час королями обох держав були іспанські Габсбурги — Філіпп II, Філіпп III та Філіпп IV. В той час це була найбільша колоніальна держава світу.

### Античність. Раннє середньовіччя
- Римська Іспанія
- Свевське королівство
- Вестготське королівство
- Арабське завоювання Піренейського півострова

### Пізнє середньовіччя
- Арагонська Корона
- Кастильська Корона
- Португальське королівство
- Гранадський емірат

### Ранній модерн
- Іспанська імперія
- Португальська імперія

### Півострів у наш час
Сьогодні Піренейський півострів складається з: 85 % — Іспанія й Португалія; 1 % — Франція, Андорра і Гібралтар. Багато глобально відомих міст розташовані на цьому півострові, як-от Мадрид, Барселона, Валенсія та Лісабон. Півострів цілий рік переповнюється туристами; вони відвідують цей регіон, аби поринути в місцеву культуру, традиції та звичаї. Печера Альтаміра, історичний центр Кордови та акведук у Сеговії входять у культурну спадщину ЮНЕСКО та розташовані на Піренейському півострові.

## Держави
Територія півострова поділена між такими державами:
- Андорра
- Велика Британія
  -  Гібралтар
- Іспанія
- Португалія
- Франція

## Географія

Фізична карта Піренейського півострова.

Піренейський півострів є найзахіднішим із трьох великих південноєвропейських півостровів — Піренейського, Апеннінського та Балканського. Він утворює крайню західну частину великої суші Євразії. На південному сході та сході омивається Середземним морем, а на півночі, заході та південному заході — Атлантичним океаном. Піренейські гори розташовані вздовж північно-східного краю півострова, де він прилягає до решти Європи. Його південний край, розташований у Таріфі, є найпівденнішою точкою європейського континенту і знаходиться дуже близько до північно-західного узбережжя Африки, відокремленого від нього Ґібралтарською протокою та Середземним морем.
Піренейський півострів охоплює 583 254 км2 і має дуже контрастний і нерівний рельєф. Гірські хребти Піренейського півострова в основному поширені із заходу на схід і в деяких випадках досягають висоти приблизно 3000 м над рівнем моря, в результаті чого регіон займає друге місце за середньою висотою (637 м над рівнем моря) у Західній Європі.

### Геологія

Основні геологічні одиниці Піренейського півострова.

Піренейський півострів має гірські породи всіх геологічних періодів від едіакарського до сучасного, і представлені майже всі види гірських порід. Там також можна знайти родовища корисних копалин світового рівня. Ядро Піренейського півострова складається з герцинського кратонного блоку, відомого як Піренейський масив. На північному сході вона обмежена Піренейським складчастим поясом, а на південному сході — Кордильєра-Бетіка. Ці подвійні ланцюги є частиною Альпійського поясу. На заході півострів обмежений материковою межею, утвореною бідним магмою отвором Атлантичного океану. Герцинський складчастий пояс здебільшого похований мезозойськими та третинними покривними породами на сході, але, незважаючи на це, виходить на поверхню через Іберійські гори та Каталонські гори.
Іберійський піритовий пояс, розташований у південно-західному квадранті півострова, входить до числа найважливіших вулканогенних масивних сульфідних районів на Землі, і його експлуатували протягом тисячоліть.

### Гори

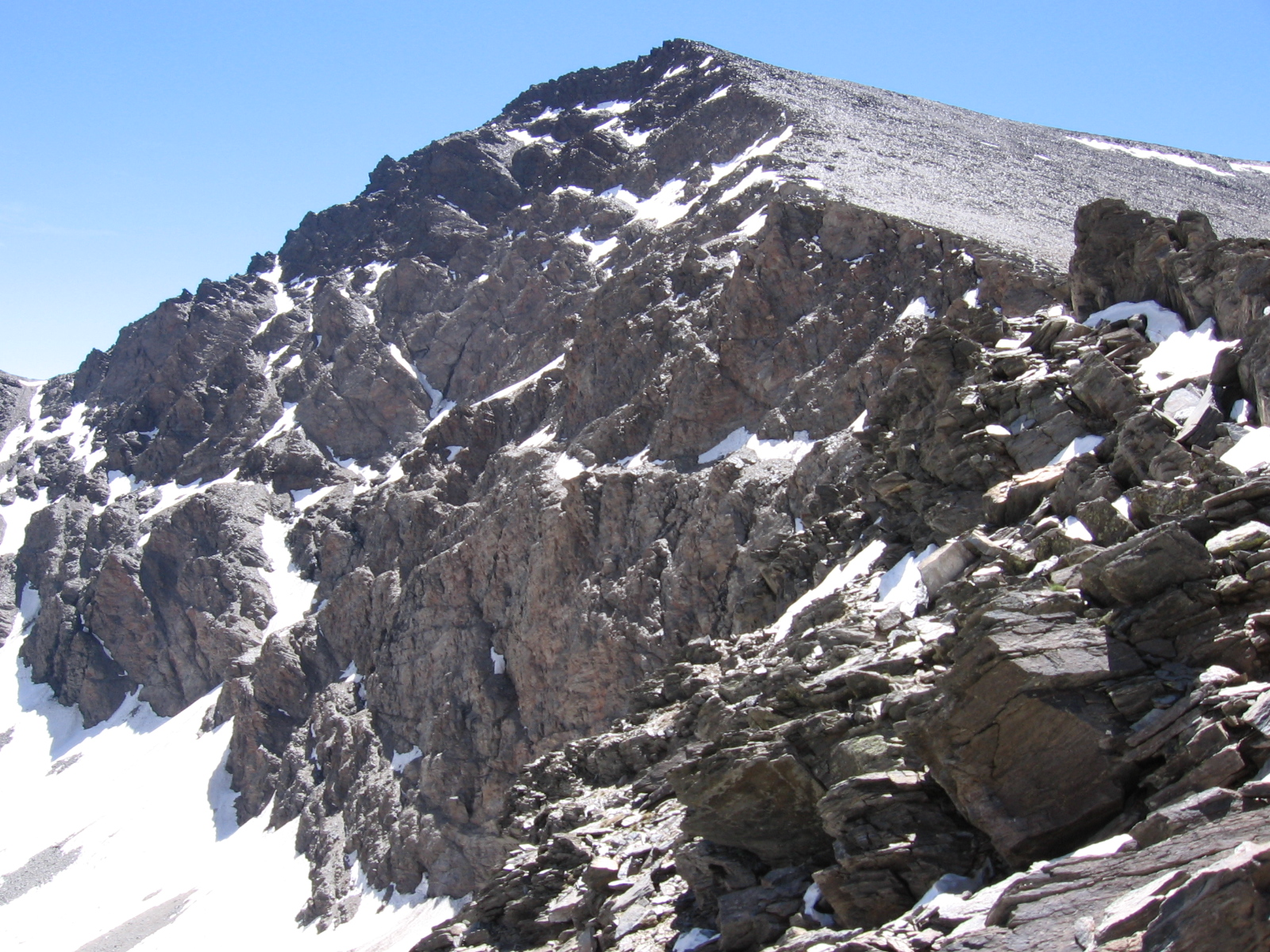
Мульхасен, найвища вершина Піренейського півострова

Рельєф Піренейського півострова переважно гористий. Основні гірські системи:
- Піренеї та їх передгір’я, Перед-Піренеї, перетинають перешийок півострова настільки, що не допускають проходу, окрім гірської дороги, стежки, прибережної дороги або тунелю. Ането в гірському масиві Маладета на висоті 3404 м є найвищою точкою.

- Кантабрійські гори вздовж північного узбережжя з масивним Пікос-де-Європа. Торре-де-Серредо, висота 2648 м, є найвищою точкою
- Галісійський масив на північному заході складається з дуже старих сильно еродованих порід.[2] Найвищою точкою є Пена Тревінка, висота якої становить 2127 м.
- Іберійські гори, складна система в центрі півострова, у його центральному/східному регіоні. Містить велику кількість хребтів і розділяє вододіл річок Тежу, Дору та Ебро. Монкайо, висота 2313 м, є найвищою точкою.
- Центральні гори, що розділяє Піренейське плато на північну та південну половини та тягнеться до Португалії (де найвища точка континентальної Португалії (1993 м) розташована в Серра-да-Ештрела). Піко Альмансор у Сьєрра-де-Гредос є найвищою точкою, висотою 2592 м.
- Толедські гори[en], які також простягаються до Португалії від природного регіону Ла-Манча на східному кінці. Його найвища точка на висоті 1603 м — Ла-Вільєрка в Сьєрра-де-Вільєркас, Естремадура.
- Сьєрра-Морена, яка розділяє вододіл річок Гвадіана та Гвадалквівір. Найвища точка — 1332 метри.
- Кордильєра-Бетіка, яка простягається між Кадісом і Ґібралтаром і на північний схід у напрямку до провінції Аліканте. Ці гори поділяються на три підсистеми:
  - Кордильєра-Пребетіка, яка починається на захід від Сьєрра-сюр-де-Хаен, досягаючи узбережжя Середземного моря в провінції Аліканте. Найвища точка Ла-Сагра — 2382 м.
  - Кордильєра-Суббетіка, яка займає центральне місце в межах Баетичної системи, простягаючись від мису Трафальгар у провінції Кадіс через Андалусію до регіону Мурсія.[3] Найвища точка, 2 027 м (6 650 фут), це Пенья-де-ла-Крус у Сьєрра-Арана.
  - Кордильєра-Пенібетика[en], розташована в крайньому південно-східному районі, що простягається між Ґібралтаром через середземноморські прибережні андалузькі провінції. Вона включає найвищу точку півострова, Муласен заввишки 3478 м у Сьєрра-Неваді.[4]

### Річки
Великі річки протікають широкими долинами між гірськими системами. Це Ебро, Дору, Тежу, Ґвадіана і Ґвадалквівір.

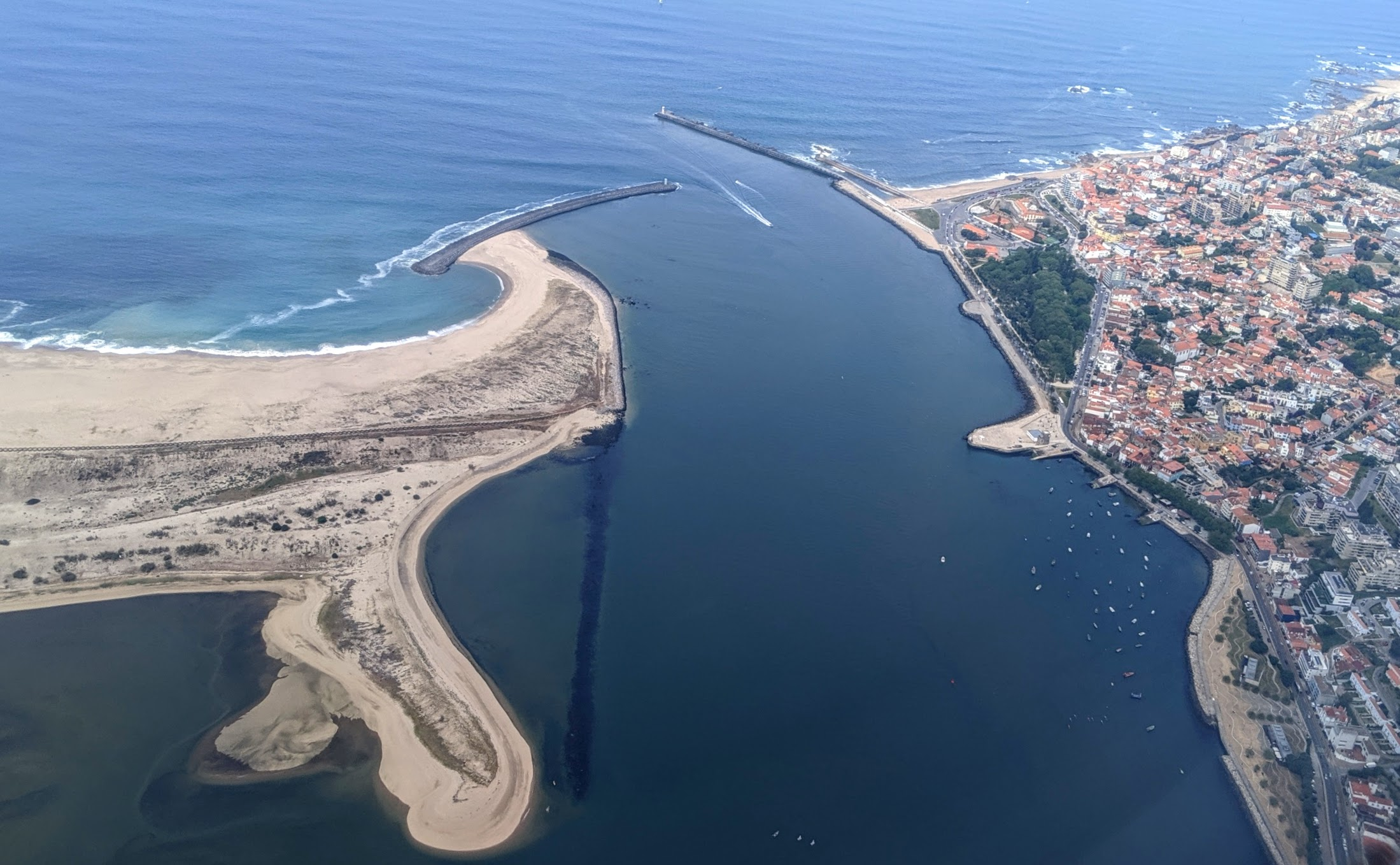
Впадання Дору в Атлантичний океан біля Порту.

Тахо є найдовшою річкою півострова і, як і Дору, тече на захід нижньою течією в Португалії. Річка Ґвадіана вигинається на південь і на останній ділянці свого русла утворює кордон між Іспанією та Португалією.

### Клімат та населення
Уздовж узбережжя Атлантики й Середземномор'я на півострові здебільшого переважає океанічний клімат, у центрі півострова панує напівпосушливий клімат.
На півострові розрізняють два типи екосистем. Першою є Євро-Сибірський регіон. Він простягається на півночі півострова та характеризується буковими, березовими, дубовими лісами, які знаходяться на різних топографічних місцях. Другою є екосистема Середземноморського регіону. Вона охоплює гаї, соснові ліси, кейгігар.
Серед тварин, що населяють піренейський півострів, є рись, ведмеді, жайворонки, іберійський вовк. Посилення організації, тиск туризму та розвиток промисловості викликали деградацію і фрагментацію на території Піренейського півострова. Ці проблеми постійно загрожують існуванню місцевих видів тварин. 48 % від усіх видів ссавців у Європі приймає Іспанія, вони представлені 111 видами ссавців. З цих видів 19 % є в загрозі на європейському рівні, 11 % перебувають під загрозою. 24 % видів рептилій на території Іспанії є у небезпеці на європейському рівні, бо людство бореться зі шкідниками та переслідує їх, у результаті чого провокує їхню загибель. Велика кількість метеликів, прісноводних риб та амфібій на Піренейському півострові також перебувають під загрозою.

## Екологія

### Ліси

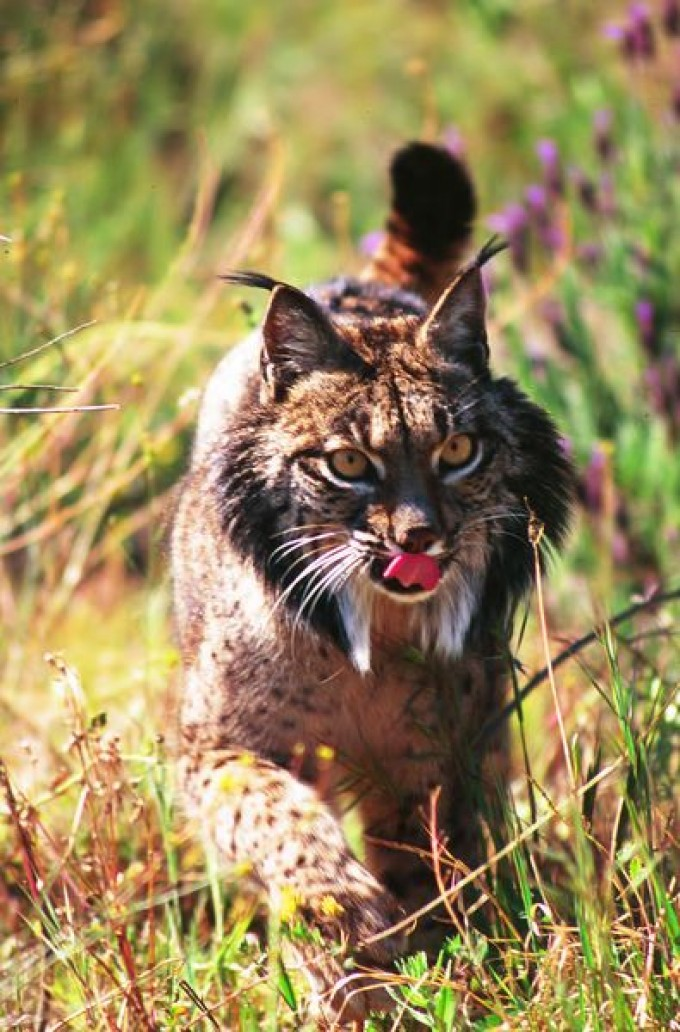
Іберійська рись

Лісиста місцевість Піренейського півострова є окремими екосистемами. Хоча різні регіони характеризуються різною рослинністю, на півострові є деякі подібності. Кордони між цими регіонами чітко не визначені, існує взаємний вплив, через який дуже важко встановити межі, і деякі види знаходять своє оптимальне середовище проживання в проміжних областях.
Іберійська рись, що перебуває під загрозою зникнення (Linx pardinus), є символом іберійського середземноморського лісу та фауни Піренейського півострова в цілому.
Новий вид ящірок Podarcis, Podarcis virescens, був прийнятий як вид Таксономічним комітетом Societas Europaea Herpetologica у 2020 році. Ця ящірка походить з Піренейського півострова і зустрічається біля річок регіону.

### Східноатлантичний пролітний шлях
Піренейський півострів є важливою зупинкою на східноатлантичному шляху для птахів, які мігрують із північної Європи до Африки. Наприклад, побережника червоногрудого, які відпочивають в районі Кадіської затоки.
Окрім мігруючих птахів, близько семи мільйонів болотних птахів з півночі проводять зиму в естуаріях і заболочених місцях Піренейського півострова, особливо на узбережжі Атлантичного океану. У Португалії в лагуні Авейру живуть чоботар, пісочник великий, сіра ржанка та побережник малий. У провінції Рібатехо на річці Тахо водяться авоцет строкатий, ржанка сіра, побережник чорногрудий, грицик малий та коловодник звичайний . У гирлі Садо водяться туман, кульон великий, сіра ржанка та краснопірка звичайна. В Алгарве зустрічаються побережник ісландський, коловодник великий і крем'яшник звичайний. Регіон Ґвадалквівірських боліт в Андалусії та Салінас-де-Кадіс особливо багаті на зимівлю болотних птахів: окрім інших, пісочник морський, звичайна кільчаста зуйка, побережник білий та грицик великий.

## Мови
За єдиним винятком баскської мови, походження якої невідоме усі сучасні іберійські мови походять від народної латинської мови та належать до західних романських мов. Протягом історії (і передісторії) на Піренейському півострові розмовляли багатьма різними мовами, що сприяло формуванню та диференціації сучасних мов Іберії; однак більшість із них вимерли або вийшли з ужитку. Баскська мова є єдиною неіндоєвропейською мовою, що збереглася в Іберії та Західній Європі.
У наш час іспанська (офіційна мова Іспанії, якою розмовляють усі 45 мільйонів населення держави, рідною мовою близько 36 мільйонів у Європі), португальська (офіційна мова Португалії з населенням понад 10 осіб мільйонів), каталонська (понад 7 мільйонів мовців у Європі, 3,4 мільйон з каталанською як рідною мовою), ґалісійська (розуміють 93% з 2,8 мільйон галісійців) і баскська (пор. близько 1 мільйонів носіїв)  є найпоширенішими мовами на Піренейському півострові. Іспанська та португальська мови поширилися за межі Іберії до решти світу, ставши глобальними мовами.
Інші романські мови меншин з деяким ступенем визнання включають кілька різновидів астурлеонської мови, які разом складають приблизно 0,6 мільйон мовців та арагонська (якою ледве розмовляють 8% з 130 000 людей, що населяють Альто Араґон).
Англійська мова є офіційною мовою Ґібралтару. Яніто — це унікальна мова на цій території, яка складається з переважно англійської та іспанської мов. В Іспанії лише 54,3% володіють іноземною мовою, що нижче середнього показника в ЄС-28. Тим часом Португалія досягла 69%, що перевищує середній показник по ЄС, але все ще нижче медіани ЄС. Іспанія посідає 25 місце з 33 європейських країн за індексом володіння англійською мовою.

## Політика

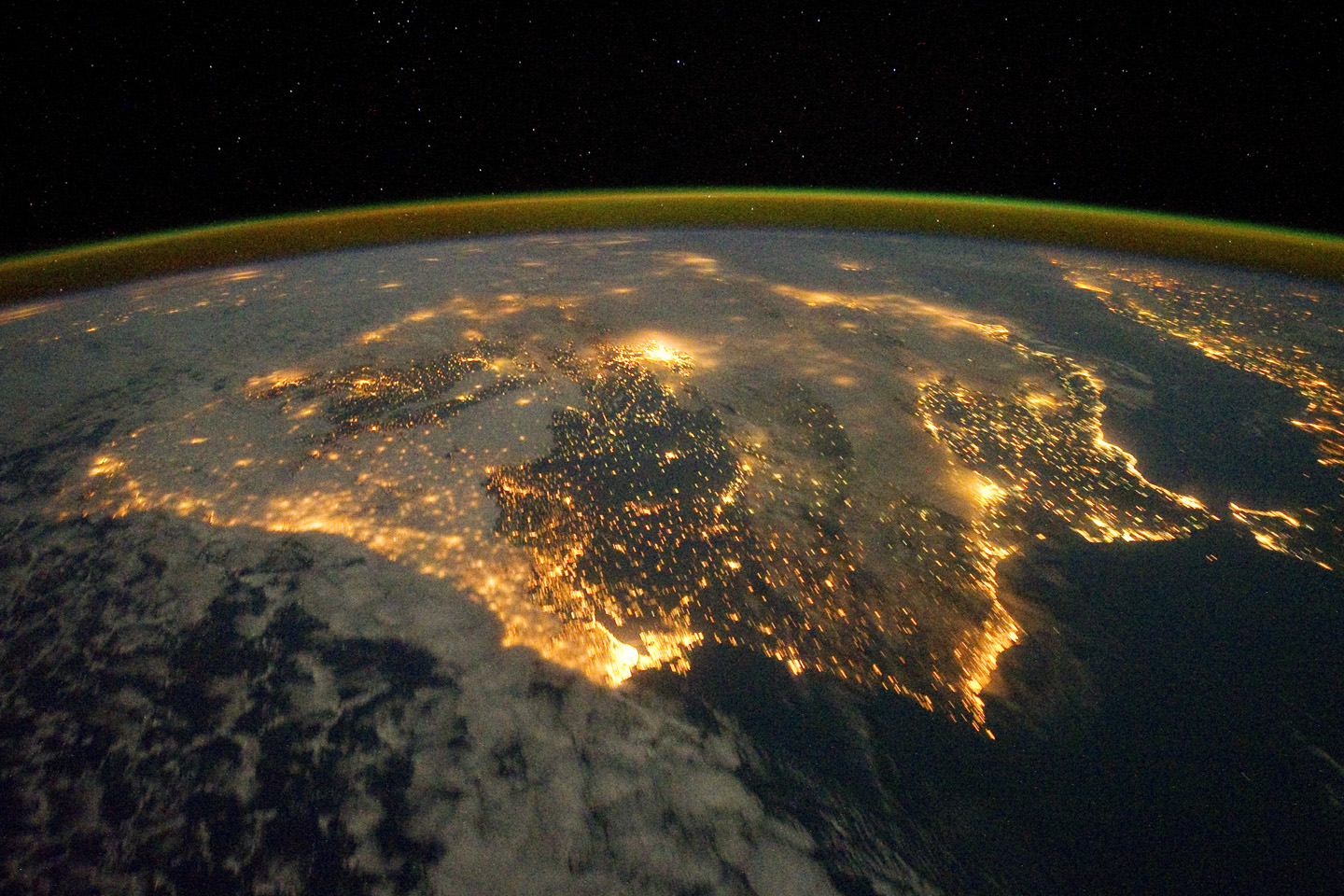
Супутниковий знімок Іберії вночі.

Сучасна політична конфігурація Піренейського півострова включає основну частину Португалії та Іспанії, усю мікродержаву Андорра, що не має виходу до моря, невелику частину французького департаменту Східні Піренеї (французька Сердань) і британську заморську територію Ґібралтар.
Французький Сердань розташований на південній стороні гірського масиву Піренеї, який проходить уздовж кордону між Францією та Іспанією. Наприклад, річка Сегре, яка тече на захід, а потім на південь і впадає в Ебро, бере початок на французькому боці. Піренейський хребет часто вважають північно-східним кордоном Піренейського півострова, хоча узбережжя Франції вигинається від решти Європи на північ від хребта, тому Перпіньян, який також відомий як столиця Північної Каталонії, часто вважають як вхід на Піренейський півострів.
Що стосується Португалії та Іспанії, то сюди, здебільшого, не входять Макаронські архіпелаги (Азорські острови та Мадейра в Португалії та Канарські острови в Іспанії), Балеарські острови (Іспанія) та іспанські заморські території в Північній Африці (найпомітніші міста Сеута та Мелілья, а також незаселені острівці та скелі).

## Транспорт
Й Іспанія, і Португалія традиційно використовували нестандартну колію (1668 мм іберійської колії) з часу будівництва перших залізниць у XIX столітті. Іспанія поступово запровадила 1435 мм стандартної європейської колії в своїй новій мережі високошвидкісних залізниць (однієї з найрозгалуженіших у світі), урочисто відкритой у 1992 році з лінією Мадрид–Севілья, за якою слід назвати декілька, Мадрид–Барселона (2008), Мадрид – Валенсія (2010), гілка останнього в Аліканте (2013) і з’єднання лінії Барселона з Францією. Проте Португалія призупинила всі проєкти високошвидкісної залізниці після фінансової кризи 2008 року, поклавши на даний момент кінець можливості високошвидкісного залізничного сполучення між Лісабоном, Порту та Мадридом.
Через гірський хребет (Піренеї), що перешкоджає сполученню з рештою Європи, Іспанія має лише два значущі залізничні сполучення з Францією, які придатні для вантажного транспорту, розташовані на обох кінцях гірського хребта. У минулому існувала міжнародна залізнична лінія через Центральні Піренеї, що з’єднувала Сарагосу та французьке місто По через тунель; однак аварія у французькій частині знищила ділянку залізниці в 1970 році, і станція Канфранк відтоді стала тупиком.
Два газопроводи: Магриб — Європа  і (нещодавно) MEDGAZ (з Марокко та Алжиру відповідно) з’єднують Магриб та Піренейський півострів, забезпечуючи Іспанію алжирським природним газом.

## Економіка
Офіційною валютою в Іберії є євро, за винятком Ґібралтару, де використовується ґібралтарський фунт (на паритеті зі стерлінгом).
Основні галузі включають гірничодобувну промисловість, туризм, невеликі ферми та рибальство. Оскільки узбережжя дуже довге, популярна риболовля, особливо на сардини, тунця та анчоуси. Більшість видобутку відбувається в Піренейських горах. Видобувається сировина: залізо, золото, вугілля, свинець, срібло, цинк і сіль.
Щодо їхньої ролі у світовій економіці, як мікродержаву Андорра, так і британську заморську територію Ґібралтар називають податковими гаванями.
Ґалісійський регіон Іспанії, на північному заході Піренейського півострова, став одним з найбільших пунктів ввезення кокаїну в Європу, нарівні з нідерландськими портами. Гашиш контрабандою ввозять з Марокко через Ґібралтарську протоку.